# Renaud Dulin
Pour les articles homonymes, voir Dulin et Dullin (homonymie).
Pas d'image ? Cliquez ici

a Compétitions nationales et continentales officielles uniquement.

b Matchs officiels uniquement.
Renaud Dulin, né le 13 novembre 1979 à Agen, est un joueur français de rugby à XV qui évolue au poste de centre. Après avoir passé sa carrière de joueur dans plusieurs clubs du Sud-Ouest ainsi qu'en tant qu'international à sept, il se reconvertit dans le milieu de l'encadrement technique sportif.
Il est le frère aîné de Brice Dulin, également joueur de rugby à XV.

## Biographie

### Carrière de joueur
Durant sa carrière de joueur, Renaud Dulin évolue au sein des clubs du SU Agen, du Stade bordelais, du Stade montois, du Tarbes PR et du FC Auch ainsi qu'en tant qu'international universitaire et en équipe de France à sept.

### Carrière d'entraîneur
Il se reconvertit en 2011 dans le secteur de l'encadrement sportif en tant qu'entraîneur des junior de l'US Dax, et devient analyste vidéo de l'équipe professionnelle en 2012. Il est promu en 2014 responsable sportif du centre de formation du club landais auprès du directeur Jérôme Daret, puis est promu au poste de ce dernier à la suite de son départ en 2017.
Licencié en septembre 2019, il prend en charge le centre de formation du Biarritz olympique à compter de la saison 2020-2021.
Après une seule saison dans le Pays basque, il s'engage en Pro D2 en tant qu'entraîneur des arrières et de l'animation offensive du Rouen Normandie Rugby.
En juin 2023, il retrouve le Biarritz olympique dont il intègre le staff professionnel. Alors que le club fait l'objet de remaniements à l'intersaison 2024, l'ensemble des entraîneurs est licencié.

## Palmarès

### En rugby à XV
- Championnat de France :
  - Finaliste : 2002 avec le SU Agen[note 1]

### En rugby à sept
- Tournoi de France de rugby à sept :
  - Vainqueur : 2005[2],[4].